# ГЕС Whakamaru
ГЕС Whakamaru – гідроелектростанція на Північному острові Нової Зеландії. Знаходячись між ГЕС Атіамурі (вище по течії) та ГЕС Мараетаі, входить до складу каскаду на річці Ваїкато, яка тече з центрального Вулканічного плато Північного острова у північно-західному напрямку та впадає до Тасманового моря за чотири десятки кілометрів від Окленду. 
В межах проекту річку перекрили бетонною греблею висотою 56 метрів, яка утримує резервуар з площею поверхні 7,4 км2 та об’ємом 78 млн м3, де припустиме коливання рівня поверхні між позначками 224,5 та 226,7 метра НРМ. 
Пригреблевий машинний зал обладнали чотирма турбінами типу Френсіс потужністю по 26,1 МВт, які при напорі у 36,5 метра забезпечували виробництво 494 млн кВт-год електроенергії на рік. У 2010-х роках з австрійською компанією Andritz уклали угоду на модернізацію гідроагрегатів до показника у 31,8 МВт, що підвищить загальну потужність станції на чверть – до 127,2 МВт. Перший модернізований агрегат став до ладу у 2017 році, а весь проект розраховують завершити в 2020-му.